# Tortula pseudoantarctica
Tortula pseudoantarctica là một loài Rêu trong họ Pottiaceae. Loài này được (Müll. Hal.) Broth. miêu tả khoa học đầu tiên năm 1902.